# فيدات البيرق
فيدات البيرق (مواليد 2 مارس 1993) هو لاعب جودو تركي، فاز بالميدالية الذهبية في بطولة أوروبا 2021.